# Opelika (Alabama)
|  | Dieser Artikel wurde aufgrund von inhaltlichen Mängeln auf der Qualitätssicherungsseite des Projektes USA eingetragen. Hilf mit, die Qualität dieses Artikels auf ein akzeptables Niveau zu bringen, und beteilige dich an der Diskussion! Eine nähere Beschreibung der zu behebenden Mängel fehlt. |

Opelika ist eine Stadt und Verwaltungssitz des Lee County im Osten des US-amerikanischen Bundesstaates Alabama. Im Jahr 2000 hatte Opelika 23.498 Einwohner; bis zur Schätzung 2009 erhöhte sich die Einwohnerzahl auf 27.454. Das U.S. Census Bureau hat bei der Volkszählung 2020 eine Einwohnerzahl von 30.995 ermittelt.
Opelika erstreckt sich über eine Fläche von 138,4 km². Die Stadt liegt an der Interstate 85.
Im Sommer können bei einer hohen Luftfeuchtigkeit von über 90 Prozent die Temperaturen auf bis zu 45 °C ansteigen. Die Winter sind mild, Frost ist selten. In der Nachbarstadt von Opelika liegt Auburn, eine der bekanntesten Universitätsstädte der USA. Die Footballmannschaft der Auburn Tigers ist hier ansässig.

## Geschichte
Die Gegend gehörte ursprünglich zum Siedlungsgebiet der Muskogee. Im Vertrag von Cusseta traten sie im Jahr 1832 alle Gebiete östlich des östlich des Mississippi River an die Vereinigten Staaten ab. Ende der 1830er Jahre trafen erste weiße Siedler ein. Der Ortsname leitet sich aus dem Muskogee ab und bedeutet „Großer Sumpf“.
Im Jahr 1848 wurde Ophelika durch das Eisenbahnunternehmen Montgomery & West Point Railroad mit Montgomery verbunden, was die Stadtentwicklung enorm beförderte. Drei Jahre später stand zusätzlich eine Verbindung über West Point, Georgia nach Atlanta. Zu dieser Zeit bildete diese Strecke die einzige Direktverbindung zwischen New Orleans und der Ostküste der Vereinigten Staaten. Daher war diese Route von zentraler Bedeutung für den Baumwollhandel. Am 9. Februar 1854 erhielt Opelika die Stadtrechte, womit es als eigenständige Verwaltungseinheit inkorporiert wurde. Im Jahr darauf folgte die Eisenbahnanbindung an Columbus, Georgia.
Während des Sezessionskriegs eroberten im Juli 1864 Unionstruppen unter General Lovell Harrison Rousseau die Stadt und zerstörten die Gleisstrecken sowie die Eisenbahndepots und Warenlager. Nach dem Bürgerkrieg gab es in der Stadt daher einen großen Wiederaufbaubedarf. Im Dezember 1866 verfügte der Kongress von Alabama die Bildung des Lee Countys aus Teilen der Countys Macon County, Russell, Chambers und Tallapoosa. Der Name des neuen Countys würdigte den Konföderierten-General Robert Edward Lee. In einer Abstimmung entschieden sich die Bewohner Lees für Ophelika als County Seat. Das erste Courthouse, das 1897 durch das heutige ersetzt wurde, wurde von dem berühmten afroamerikanischen Architetekten Horace King entworfen.
Im Jahr 1868 zerstörte ein durch einen Unfall ausgelöster Brand große Teile des Geschäftsviertels. Danach wurde der Ort zunehmend von Chaos regiert, dem die mit Finanznöten kämpfende und nach dem Ende der Reconstruction in Alabama 1870 von starken politischen Friktionen gekennzeichnete Stadtverwaltung nicht Herr wurde. Schließlich musste Gouverneur Edward A. O’Neal in seiner ersten Amtszeit die Miliz des Bundesstaates nach Opelika beordern, um dort wieder die durch Arbeiterunruhen gefährdete Ordnung herzustellen. Trotzdem wuchs die Stadt in der zweiten Hälfte des 19. Jahrhunderts und hatte zur Jahrhundertwende feste Straßen und ein Opernhaus. Außerdem wurde Opelika im Jahr 1896 durch den United States Postal Service als einer von zehn Orten ausgewählt, kostenlose Postzustellung zu erproben. Vier Jahre später begann mit einer Baumwollspinnerei die erste Fabrik in der Stadt mit der Produktion. Sie beschäftigte 125 Mitarbeiter und war bis zum Ende des 20. Jahrhunderts in Betrieb. Die Produktionsstätte und das sie umgebende Stadtviertel mit dem Golden Cherry Motel war 1979 Drehort für den Film Norma Rae – Eine Frau steht ihren Mann.
Bis in die 1920er Jahre hielten täglich 24 Passagierzüge im Bahnhof. Das Unternehmen Pepperell Manufacturing (später WestPoint Home) eröffnete 1925 eine Textilfabrik in Opelika, die bis 2006 produzierte. Nach dem Eintritt der Vereinigten Staaten in den Zweiten Weltkrieg entstanden im Winter 1942 die zwei ersten Kriegsgefangenenlager in Alabama. Eines davon war Camp Opelika, das Platz für bis zu 3000 Gefangene bot und bis Dezember 1945 existierte.
Nach dem Zweiten Weltkrieg bildeten neben der Textilindustrie die Leinen- und Eisenwarenproduktion sowie Abfüllbetriebe die wichtigsten Wirtschaftszweige in der Stadt. Ein weiterer großer Arbeitgeber waren die Krankenhäuser und eine von John Herbert Orr gegründete Fabrik, die Magnetbänder herstellte. Im Jahr 1963 startete eine Autoreifenfabrik von Uniroyal mit der Produktion. Zu dieser Zeit eröffnete auch eine Produktionsstätte für Sportzubehör. Das Unternehmen hieß Diversified Products und war vom späteren Gouverneur Fob James mitgegründet worden. Das Werk von Uniroyal stellte 2009 den Betrieb ein, Diversified Products 1989. Im Jahr 2005 entstand in Opelika mit Tiger Town das größte Einkaufszentrum Ostalabamas. Es bietet einer Verkaufsfläche von knapp 70.000 Quadratmetern.

## Kultur und Sehenswürdigkeiten
In Opelika und der näheren Umgebung sind insgesamt neun Bezirke und Bauwerke im National Register of Historic Places („Nationales Verzeichnis historischer Orte“; NRHP) eingetragen (Stand 9. Juli 2021). Bei vier Einträgen handelt es sich um Historic Districts, bei fünf um einzelne Gebäude. Unter diesen Objekten befindet sich die etwa zehn Kilometer südöstlich von Opelika gelegene Spring Villa. Diese 1850 im Stile der Neugotik errichtete Residenz wurde im Januar 1978 in das NRHP aufgenommen. Auch das 1896 erbaute Lee County Courthouse ist seit Juli 1973 im NRHP verzeichnet.

## Bekannte Bewohner
- Joe Beckwith (1955–2021) – Baseballspieler bei verschiedenen Teams der Major League Baseball – geboren in Opelika
- William Louis Dickinson (1925–2008) – US-Kongressabgeordneter – geboren in Opelika
- Mallory Hagan (* 1988) – Miss America, Kongresskandidatin – aufgewachsen in Opelika
- Will Herring (geb. 1983) – American-Football-Spieler – geboren in Opelika
- Billy Hitchcock (1916–2006) – Baseballspieler bei verschiedenen Teams der Major League Baseball – gestorben in Opelika
- Robert L. Howard (1939–2009) – Colonel der Spezial Forces und Träger der Medal of Honor – geboren in Opelika
- Roy Lee Jackson – Baseballspieler bei verschiedenen Teams der Major League Baseball – geboren in Opelika
- Erick Strickland – Basketballspieler bei verschiedenen Teams der National Basketball Association – geboren in Opelika
- James S. Voss – Astronaut bei der NASA – ging in Opelika zur Schule